# Hôpital civil de Haguenau
L'hôpital civil de Haguenau est un monument historique situé à Haguenau, dans le département français du Bas-Rhin.

## Localisation
Ce bâtiment est situé dans le centre-ville de Haguenau au 5, place d'Armes.

## Historique
L'ancien hôpital bourgeois à Haguenau se situe sur un terrain mis à la disposition de la ville par Erlewin Truttmann en 1328.
L'édifice fait l'objet d'une inscription au titre des monuments historiques depuis 1930. Haguenau eut son premier hôpital dès le XIIe siècle. C’est l’Empereur Frédéric Barberousse qui le fonda en 1189. Il s’agit de l’hôpital St Nicolas construit hors les murs qui abrite les pèlerins de passage. Dès que la ville eut conquis son indépendance, elle voulut avoir son propre hôpital.
En 1328, le Prévôt Impérial Ottelin Truttmann fait don au Sénat de la ville d’une maison située sur l’emplacement de l’ancien hôpital (place d’Armes) pour que l’on y soigne les malades. Une série de dons et de legs en terres, forêts, immeubles et espèces augmenteront la fortune de l’hôpital.
Malheureusement, de 1570 à 1677, l’hôpital connut une série de malheurs. Ce n’est qu’en 1757 qu’un nouveau bâtiment, imaginé par Georges-Joseph Barth, fut construit. En 1883, le bâtiment de l’ancien hôpital militaire est rattaché à l’hôpital civil.
En 1944 l’établissement est endommagé puis reconstruit. Il fut agrandi dans les années 50-60 par le rachat d’un bâtiment militaire (actuelle maison de retraite).
En 1968, on construisit un pavillon préfabriqué qui abritera la maternité, les salles d’accouchement et la pédiatrie.
L’hôpital civils comprenaient 410 lits, notamment :
- 150 en chirurgie ;
- 35 en maternité ;
- 140 en médecine ;
- 80 en pédiatrie.

Concernant la maison des vieillards, il y a 60 lits-pensionnaires.
Depuis 1950, l’hôpital est autorisé à recevoir des étudiants, stagiaires hospitalier de la facultés de médecine de Strasbourg.

## Architecture
Après différents projets, jugés trop coûteux, des architectes Pflug et Joseph Massol, c'est le sous-greffier de la ville Georges-Joseph Barth qui dessina les plans de l’édifice actuel. La construction a commencé en 1757 fut rapidement achevée. L'édifice comporte des ailes en fer à cheval autour de la cour ouverte sur la place et des ailes en quadrilatère autour d'une cour intérieure. Les façades sont très soignées, ornées de sculpture figurées (visage, corps, ...) et de rocailles (arbres, branche, ...) sur les consoles des balcons et sur les linteaux de certaines baies.
Au cœur de l'ancien hôpital bourgeois à Haguenau se trouve une chapelle.
Dans la chapelle, où est placé l’autel, est couvert d’une coupole ; les fenêtres des deux niveaux supérieurs communiquent avec les salles et les couloirs de l’hôpital, permettant aux malades d’assister aux offices.

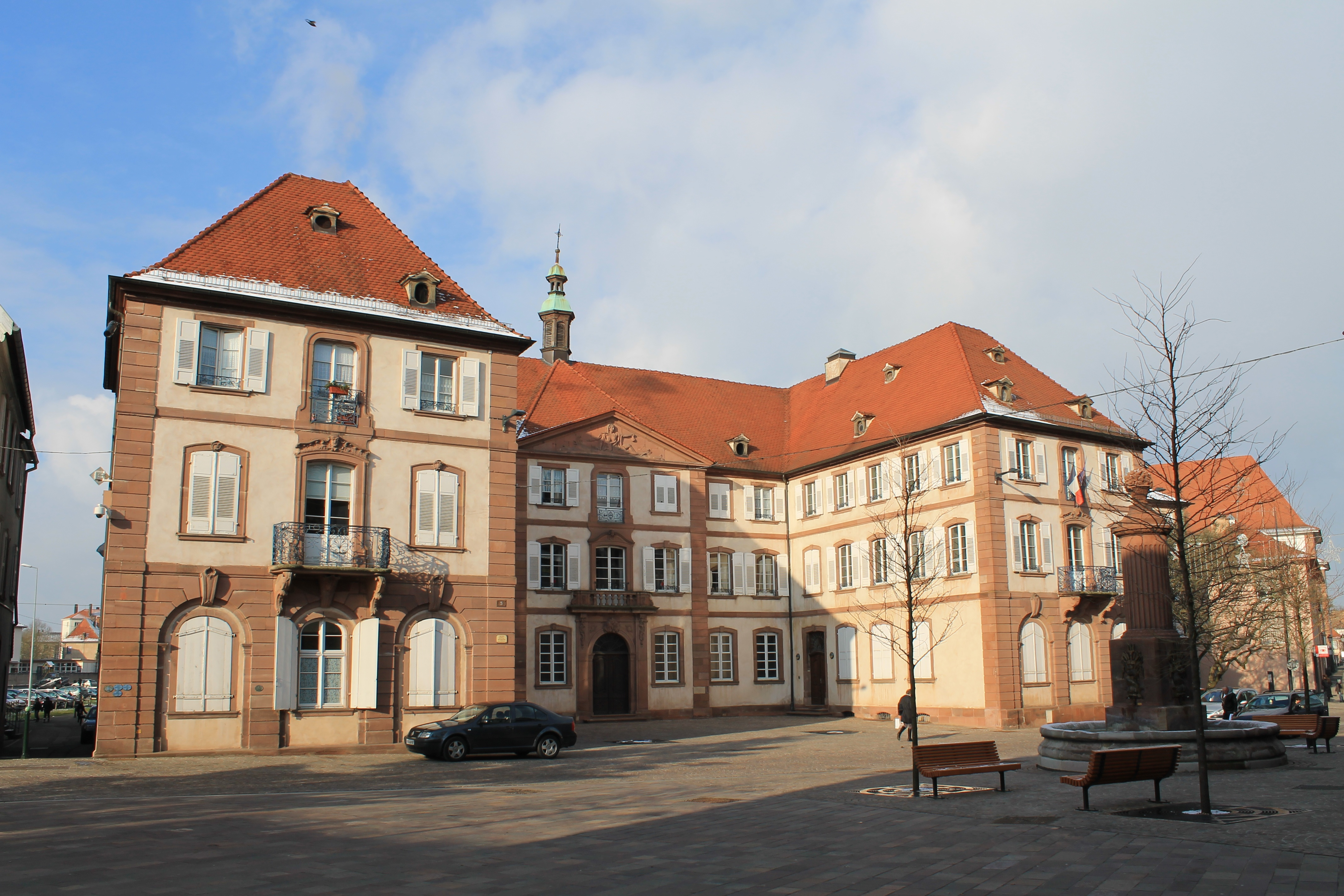
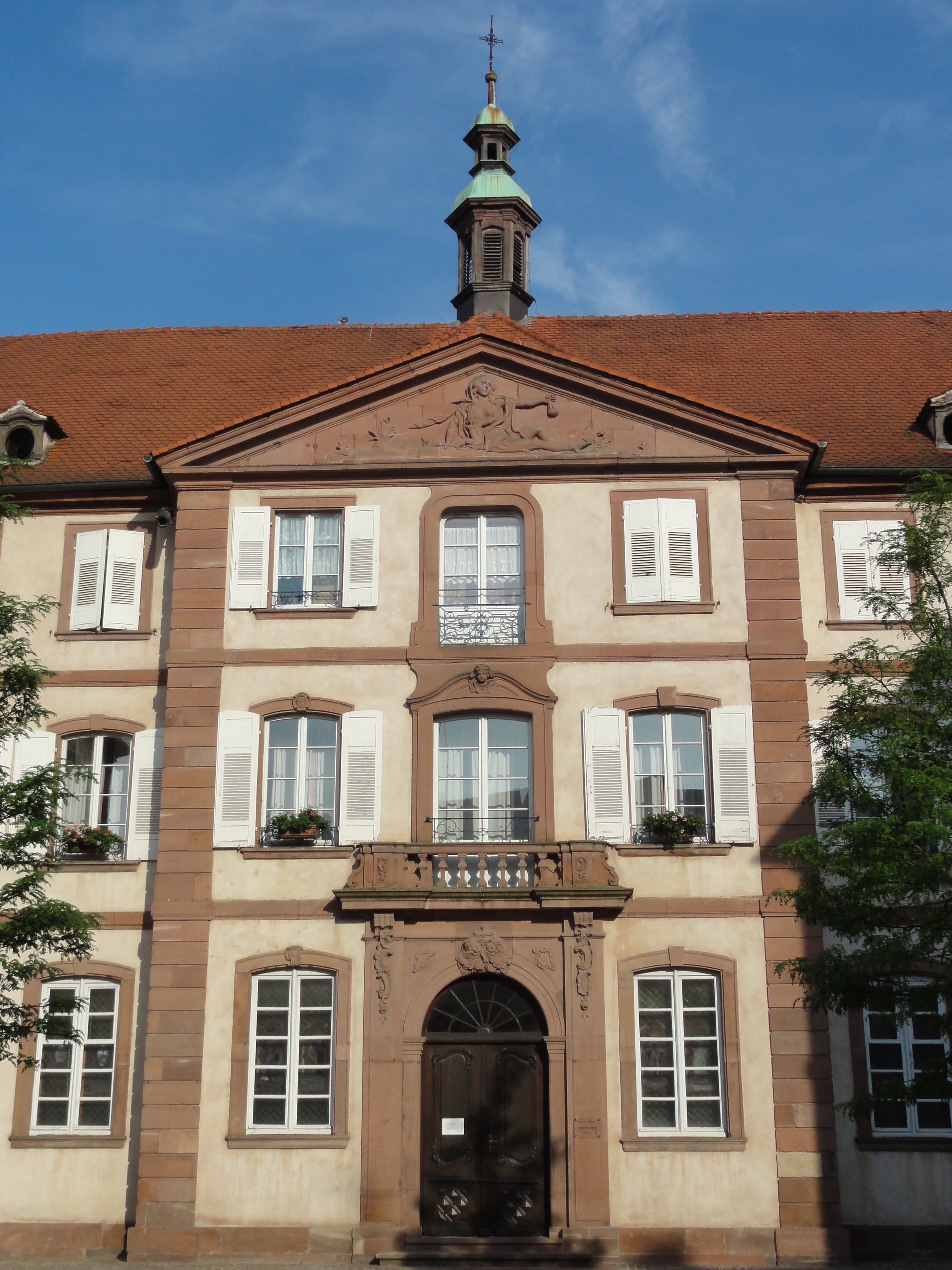